# 楊智恒
楊智恒（1981年—），香港民主派政黨香港民主民生協進會籍政治人物，前香港屯門區議會蝴蝶選區區議員。

## 參選選舉
2007年香港區議會選舉，楊智恒首次代表民協參選蝴蝶選區，唯以二百多票之差落敗。
2011年香港區議會選舉，因民協前黨員戴賢招轉區參選蝴蝶選區，楊智恒未有報名。
2015年香港區議會選舉，民主黨原本有意派溫朗鈞於樂翠選區接時任雙料議員何俊仁棒，但在前香港律師會會長何君堯決定參選後，何俊仁留在樂翠選區競逐連任，溫朗鈞擬轉戰蝴蝶選區，但在提名期及民主黨誓師大會不見其蹤影。民協公布派出楊智恒臨危受命參選和蘇愛群爭奪，最後楊勝出，打破建制派在該區近廿年的控制。
2019年香港區議會選舉，楊智恒取得六成選票成功連任。

### 歷屆選舉結果
| 政党   | 政党   | 候选人    | 票数  | %     | ±      |
| ------ | ------ | --------- | ----- | ----- | ------ |
|        | 民協   | ①. 楊智恒 | 4,279 | 60.37 | +4.13  |
|        | 民建聯 | ②. 鍾健峰 | 2,809 | 39.63 | 不適用 |
| 多数票 | 多数票 | 多数票    | 1,470 | 20.74 | 不適用 |

| 政党   | 政党   | 候选人    | 票数  | %     | ±      |
| ------ | ------ | --------- | ----- | ----- | ------ |
|        | 民協   | ①. 楊智恒 | 2,505 | 56.24 | 不適用 |
|        | 民建聯 | ②. 蘇愛群 | 1,949 | 43.76 | -8.60  |
| 多数票 | 多数票 | 多数票    | 556   | 12.48 | 不適用 |

| 政党   | 政党   | 候选人    | 票数  | %     | ±      |
| ------ | ------ | --------- | ----- | ----- | ------ |
|        | 民協   | ①. 楊智恒 | 1,757 | 45.59 | 不適用 |
|        | 民建聯 | ②. 蘇愛群 | 2,097 | 54.41 | 不適用 |
| 多数票 | 多数票 | 多数票    | 340‬   | 8.82  | 不適用 |

## 地區工作

### 屯門碼頭地區服務（2017年1月至2021年7月）
楊智恒聯同民協區議員甄紹南、黃虹銘及周啟廉組成年輕團隊，以屯門碼頭地區為主要地區服務範圍，目標為社區注入環保和規劃的元素。

### 守護紅樓行動－2017年2月-3月
青山紅樓及中山公園，相傳是國父孫中山當年與革命同志聚會的地方。2009年，古物諮詢委員會將紅樓評為一級歷史建築。但多年來，政府被外界批評未有就保存紅樓採取措施。直至2017年初，新業主疑開始清拆紅樓，區議員甄紹南聯同黃虹銘等民協成員及一眾泛民區議員到紅樓請願和視察，要求保留歷史建築並為被迫遷居民提供協助。同年3月8日，紅樓突然再次被破壞！甄紹南立刻趕至現場，並要求屋宇署派員24小時駐守，防止歷史建築進一步被破壞。同年3月19日，古諮會通過將屯門青山紅樓列為暫定古蹟，一年內不得拆卸。

## 資料來源與註釋
1. ↑  . 香港民主民生協進會.   [2017-10-27]. （原始内容存档于2020-06-04） （中文（香港））.
2. 1 2  . www.districtcouncils.gov.hk. 2019-12-30  [2020-11-27]. （原始内容存档于2020-11-15） （中文（香港））.
3. ↑  . 2019 District Council Election. 2019-11-25  [2019-12-30]. （原始内容存档于2020-01-02）.
4. ↑  . 區議會選舉2015. 2015-11-23  [2019-12-30]. （原始内容存档于2018-11-22）.
5. ↑  . 區議會選舉2019. 2019-11-25  [2019-12-30]. （原始内容存档于2020-01-14）.
6. ↑  . 香港01.   [2016-06-02]. （原始内容存档于2021-05-10）.
7. ↑  . Apple Daily 蘋果日報.   [2017-10-27]. （原始内容存档于2020-08-08）.
8. ↑  . topick.hket.com.   [2018-07-23]. （原始内容存档于2019-08-30）.

## 外部連結
- 香港民主民生協進會 官方網站 （页面存档备份，存于）
- . www.districtcouncils.gov.hk. 2019-12-30  [2020-11-27]. （原始内容存档于2020-11-15） （中文（香港））.
- . 香港民主民生協進會.   [2017-10-27]. （原始内容存档于2020-06-04） （中文（香港））.
- . 2019 District Council Election. 2019-11-25  [2019-12-30]. （原始内容存档于2020-01-02）.

- 楊智恒的Facebook專頁

| 議會席位      | 議會席位                                             | 議會席位    |
| ------------- | ---------------------------------------------------- | ----------- |
| 前任： 蘇愛群 | 屯門區議會 蝴蝶選區區議員 2016年1月1日－2021年7月8日 | 繼任： 懸空 |